# Єрашов Олексій Володимирович
Олексій Володимирович Єрашов (народився 21 травня 1984 у м. Мінську, СРСР) — білоруський хокеїст, нападник. 
Виступав за «Юність» (Мінськ), «Юніор» (Мінськ), «Динамо» (Мінськ), «Німан» (Гродно), ХК Вітебськ, «Металург» (Жлобин), ХК «Брест».
У складі національної збірної Білорусі провів 6 матчів. У складі молодіжної збірної Білорусі учасник чемпіонатів світу 2003 і 2004 (дивізіон I). У складі юніорської збірної Білорусі учасник чемпіонату світу 2002.
Срібний призер чемпіонату Білорусі (2006), бронзовий призер (2008, 2011). Володар Кубка Білорусі (2011).